# World Central Kitchen

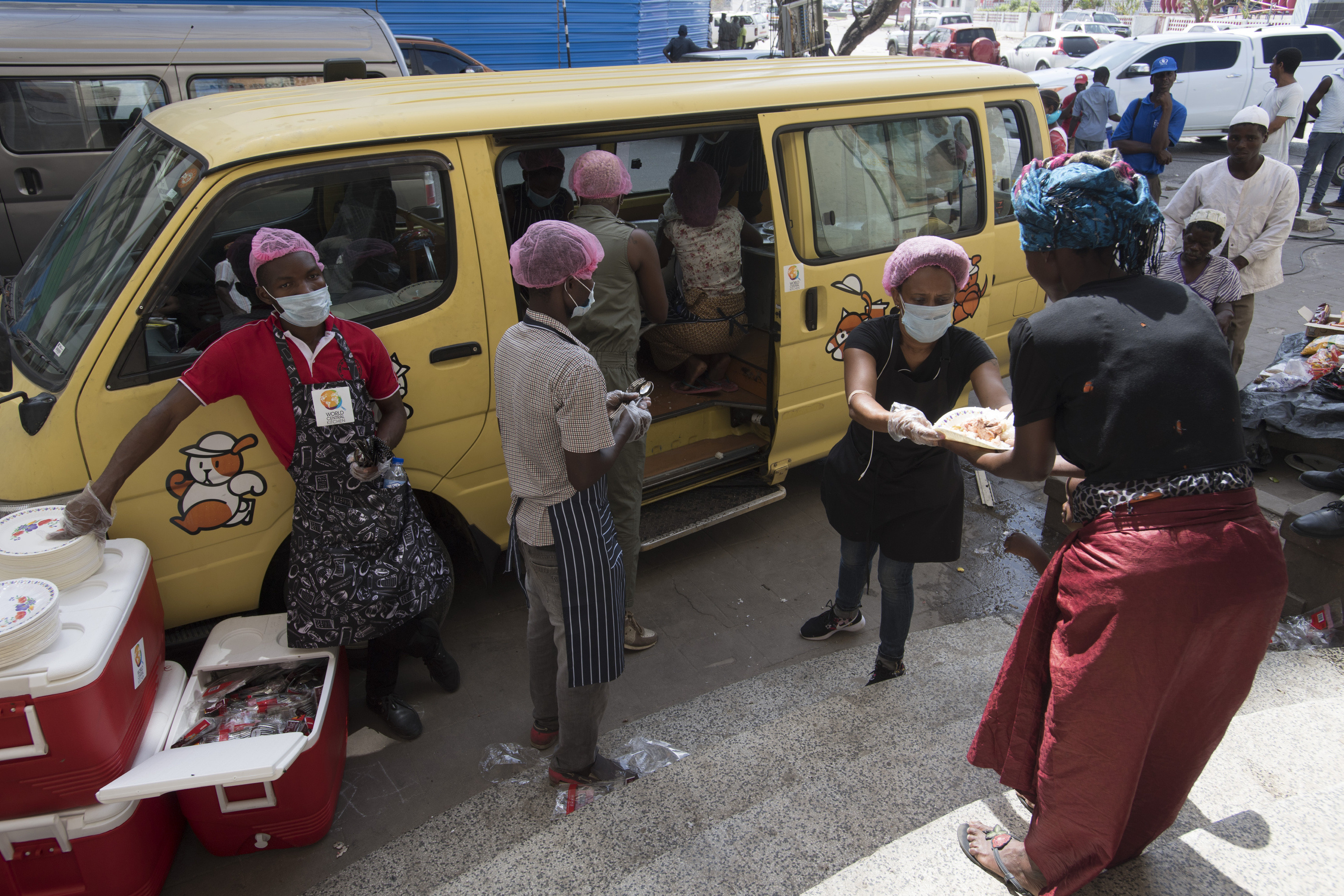
World Central Kitchen y Programa Mundial de Alimentos trabajando conjuntamente en Mozambique tras el ciclón Idai.

World Central Kitchen (WCK) es una organización no gubernamental sin ánimo de lucro dedicada al abastecimiento de comidas en todo el mundo después de desastres naturales. Fue fundada en 2010 por el chef José Andrés para responder a la escasez de alimentos en Haití provocada por terremoto que devastó la isla ese año. Su método de operar consiste en, primeramente, responder a la necesidad más urgente y después, colaborar con los chefs locales movilizándolos para dar una solución efectiva al problema del hambre.

## Intervenciones de WCK
Desde su fundación, la ONG ha organizado repartos de comidas en: España, República Dominicana, Nicaragua, Zambia, Perú, Cuba, Uganda, Bahamas, Camboya, Estados Unidos, la Franja de Gaza y México.

### Huracán María en Puerto Rico 2017
José Andrés emergió como líder de los esfuerzos de ayuda en casos de desastre en Puerto Rico a raíz del huracán María en 2017. Sin embargo, sus esfuerzos para brindar asistencia fueron obstaculizados por la FEMA y la burocracia gubernamental, por lo que únicamente se dedicaron a proveer alimento, en palabras de Andrés, «nos pusimos a cocinar». Organizó un movimiento de base de chefs y otros voluntarios para establecer comunicaciones, suministros de alimentos y otros recursos y comenzar a servir comidas. Andrés y su organización World Central Kitchen (WCK) sirvieron más de dos millones de comidas en el primer mes después del huracán. WCK recibió dos contratos de FEMA a corto plazo y sirvió más comidas que el Ejército de Salvación o la Cruz Roja, pero su solicitud de apoyo a largo plazo fue denegada. WCK desarrolló centros de resiliencia en la isla e instaló una matriz de hidropaneles en un invernadero de San Juan para proporcionar agua potable.
Por sus esfuerzos en Puerto Rico, Andrés fue nombrado Humanitario del Año 2018 por la Fundación James Beard. Escribió un libro sobre la experiencia titulado Alimentamos una isla: la verdadera historia de la reconstrucción de Puerto Rico, una comida a la vez.

### Actividades entre 2017-2019
En agosto de 2017 WCK coordinó esfuerzos con la Cruz Roja en Houston, Texas tras el paso del huracán Harvey. WCK operó en el sur de California en el condado de Ventura durante el incendio Thomas de diciembre de 2017 para ayudar a los bomberos y demás personal, y proporcionó alimentos a las familias afectadas por los incendios. También se instaló una cocina temporal en la isla grande de Hawái para atender a las comunidades afectadas por una erupción volcánica en junio de 2018. En septiembre de 2018, WCK actuó en Carolina del Sur después del huracán Florence.
En noviembre de 2018 WCK y Andrés se asociaron con los chefs Guy Fieri, Tyler Florence y la Sierra Nevada Brewing Company para llevar la cena de Acción de Gracias a 15.000 sobrevivientes del incendio de Camp Creek Road en el condado de Butte, California.
En enero de 2019 WCK y Andrés abrieron un restaurante en Pensilvana Ave, Washington D. C. para alimentar a los trabajadores federales que fueron suspendidos durante el cierre del gobierno.
En septiembre de 2019 WCK y Andrés abrieron cocinas en Bahamas para alimentar a los afectados por el huracán Dorian. En octubre ayudaron en el condado de Sonoma, California, trabajando con chefs locales como Guy Fieri, durante el incendio de Kincade.

### Pandemia por COVID-19

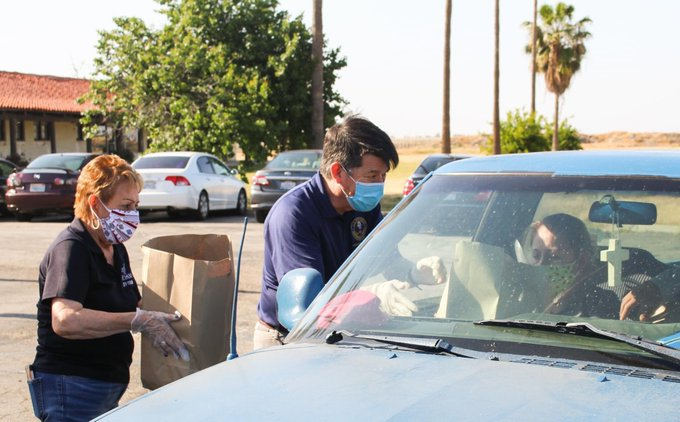
WCK en conjunto con UFWF, repartieron comidas durante la pandemia por COVID-19. El político Terrance J. Cox de voluntario en la imagen.

A principios de marzo de 2020, el crucero Grand Princess estaba en cuarentena cerca de San Francisco debido a la pandemia de COVID-19. WCK, en colaboración con Bon Appetit Management Company, alimentó a miles de pasajeros varados durante aprox. una semana mientras se resolvía la logística. Se sirvieron más de 50.000 comidas durante esta crisis.
A mediados de marzo de 2020, Andrés transformó ocho de sus restaurantes de la ciudad de Nueva York y Washington D. C. en comedores populares para ayudar a los clientes afectados por la crisis del COVID-19.
A fines de marzo de 2020 en el área de la bahía de San Francisco, WCK colaboró con Frontline Foods con el fin de proporcionar comidas al personal hospitalario local desde restaurantes cercanos, muchos de los cuales se han visto afectados negativamente la pandemia incluso muchos teniendo que ser clausurados.
Durante abril de 2020, Andrés se asoció con el equipo de béisbol Washington Nationals y World Central Kitchen para usar el estadio del equipo en Washington D. C. como cocina y centro de distribución de comidas gratis.

### Guerra Israel-Gaza
En respuesta a la crisis humanitaria ocasionada por la invasión israelí de Gaza de 2023, World Central Kitchen ha estado contribuyendo a las entregas de alimentos a la Franja de Gaza. Hasta marzo de 2024, ha proporcionado más de 32 millones de comidas.
El lunes 1 de abril de 2024, al menos siete trabajadores de la organización humanitaria, murieron «en un ataque de las Fuerzas de Defensa de Israel». Según informó la ONG «el equipo de WCK viajaba en una zona desescalada en dos vehículos blindados con el logo de la organización» cuando uno de ellos recibió el impacto de un misil lanzado por el Ejército de Israel. En respuesta al asesinato de los cooperantes el chef José Andrés, fundador de la organización, dijo que «World Central Kitchen ha perdido hoy a varios de nuestras hermanas y hermanos en un ataque aéreo de las Fuerzas de Defensa de Israel (FDI) en Gaza. Estoy desconsolado y afligido por sus familias y amigos y por toda nuestra familia WCK. (...) El Gobierno israelí debe poner fin a esta matanza indiscriminada. Tiene que dejar de restringir la ayuda humanitaria, dejar de matar a civiles y trabajadores humanitarios y dejar de utilizar los alimentos como arma. No se perderán más vidas inocentes. La paz comienza con nuestra humanidad compartida. Tiene que empezar ahora».
El 30 de noviembre de 2024, Israel llevó a cabo un nuevo un ataque aéreo contra un vehículo de World Central Kitchen en Jan Yunis que mató a cinco personas, incluidos tres trabajadores humanitarios.
Una de las víctimas del ataque aéreo israelí fue Mahmoud Almadhoun, que dirigía el Comedor de beneficencia de Gaza con su familia y cuyo hermano murió en un ataque aéreo israelí en noviembre de 2023. La organización volvió a detener sus operaciones en Gaza tras el ataque aéreo.
El 27 de marzo de 2025 World Central Kitchen confirmó la muerte de uno de sus voluntarios víctima de un ataque del Ejército de Israel cerca de uno de sus comedores comunitarios justo cuando se distribuían las comidas. En el ataque también resultaron heridas otras seis personas.

## Reconocimientos
- Por su trabajo con WCK, José Andrés ganó el Premio de la Fundación James Beard a Humanitario del Año 2018.[33]
- En 2018, en reconocimiento por su trabajo con WCK, José Andrés fue incluido en la lista de las 100 personas más influyentes del mundo, elaborada anualmente por la revista Time.[34]
- En 2020, recibió el Basque Culinary World Prize por sus acciones de ayuda humanitaria durante la pandemia por coronavirus. La WCK coordinó a centenares de cocineros y voluntarios de todo el mundo para servir alrededor de 25 millones de comidas.[35]
- En 2021, José Andrés y World Central Kitchen recibió el premio Princesa de Asturias de la Concordia 2021, otorgado por la Fundación Princesa de Asturias de España, entregado en el teatro Campoamor de Oviedo (Principado de Asturias) por SSMM los reyes y sus hijas.